# Gmina Wąchock
Die Gmina Wąchock ist eine Stadt-und-Land-Gemeinde im Powiat Starachowicki der Woiwodschaft Heiligkreuz in Polen. Ihr Sitz ist die gleichnamige Stadt mit etwa 2800 Einwohnern.

## Geographie
Die Gemeinde grenzt im Osten an die Kreisstadt Starachowice. Zu den Gewässern gehört der Weichselzufluss Kamienna.

## Geschichte
In den Jahren 1975 bis 1998 gehörte die Gemeinde zur Woiwodschaft Kielce. Im Jahr 1994 erhielt Wąchock die 1870 aberkannten Stadtrechte zurück und die Gemeinde bekam ihren heutigen Status.

## Gliederung
Zur Stadt-und-Land-Gemeinde Wąchock gehören die Dörfer:
Ciecierówka, Marcinków, Marcinków Górny, Parszów, Rataje, Wielka Wieś, Węglów und Wymysłów.

## Sonstiges
Der Hauptort der Gemeinde ist landesweit bekannt durch die Witze über seine Einwohner, der polnischen Entsprechung der Ostfriesenwitze in Deutschland.